# 8-й цех завода «Дагдизель»

8-й цех заво́да «Дагди́зель» — неэксплуатируемый цех завода «Дагдизель», расположенный в акватории Каспийского моря, недалеко от города Каспийск, Дагестан.
Основан в 1934 году, цех был сдан в эксплуатацию в 1939 году. Глубина стен сооружения составляет — 14 метров, а толщина 1,5 метра.

## История
Восьмой цех являлся испытательной станцией морского оружия, объект был сдан в эксплуатацию в 1939 году.
Находится объект на расстоянии 2,7 км от берега.
Цех являлся уникальным для СССР, строительство проходило в котловане объёмом 530 тысяч кубометров, который был выкопан на берегу при помощи специальных снарядов. В котлован был установлен специальный «массив», на который позже опустили цельнометаллическую 14-метровую конструкцию. Далее в полузатопленном состоянии железобетонный фундамент отбуксировали по воде к месту его установки в море, где и продолжилось строительство надводной части объекта.
Общая площадь построенного цеха превышает 5 тысяч кв.м.
Кроме производственных помещений, цех был оборудован для постоянного проживания и работы, в здании 8-го цеха были лифт, столовая, общежитие для рабочих, спортзал и библиотека, а на полу практически везде был паркет. Одновременно здесь могли жить и работать до 60 человек
В связи с изменениями требований к проводимой в цехе номенклатуре, в апреле 1966 года, сооружение было списано с заводского баланса, а оборудование демонтировано. Сейчас объект не эксплуатируется.
Предназначался цех для испытания морского оружия — в основном торпед.

### Во время Великой Отечественной войны
С началом Великой Отечественной войны «Дагдизель» работал в три смены. До 1941 года завод производил 1 500 торпед в год. В 1942 году выпустил 3 246 торпед. 55 % всех торпед, использованных советским ВМФ, были выпущены на «Дагдизеле».

## Современное состояние
Согласно оценкам экспертов, основание цеха пригодно для эксплуатации, но надводная часть находится в плачевном состоянии.
В ночь с 15 на 16 апреля 2025 года смотровая вышка упала в море из-за долгого отсутствия ремонта и плохих погодных условий. 
В 2024 году широко обсуждалась возможность продажи сооружения за 12 млрд рублей для восстановления и использования в качестве туристического объекта. В объявлении указывалось, что цех находится на стадии капитального ремонта и разработки нового дизайна, однако подтверждений этому не приводилось.
В апреле 2025 года СМИ сообщили об обрушении крыши восьмого цеха завода «Дагдизель». В результате сильных дождей, обрушившихся на Дагестан. Власти уточнили, что из-за ливней и отсутствия ремонта в ночь на 16 апреля обрушилась смотровая башня.

## Галерея

8-цех завода «Дагдизель»
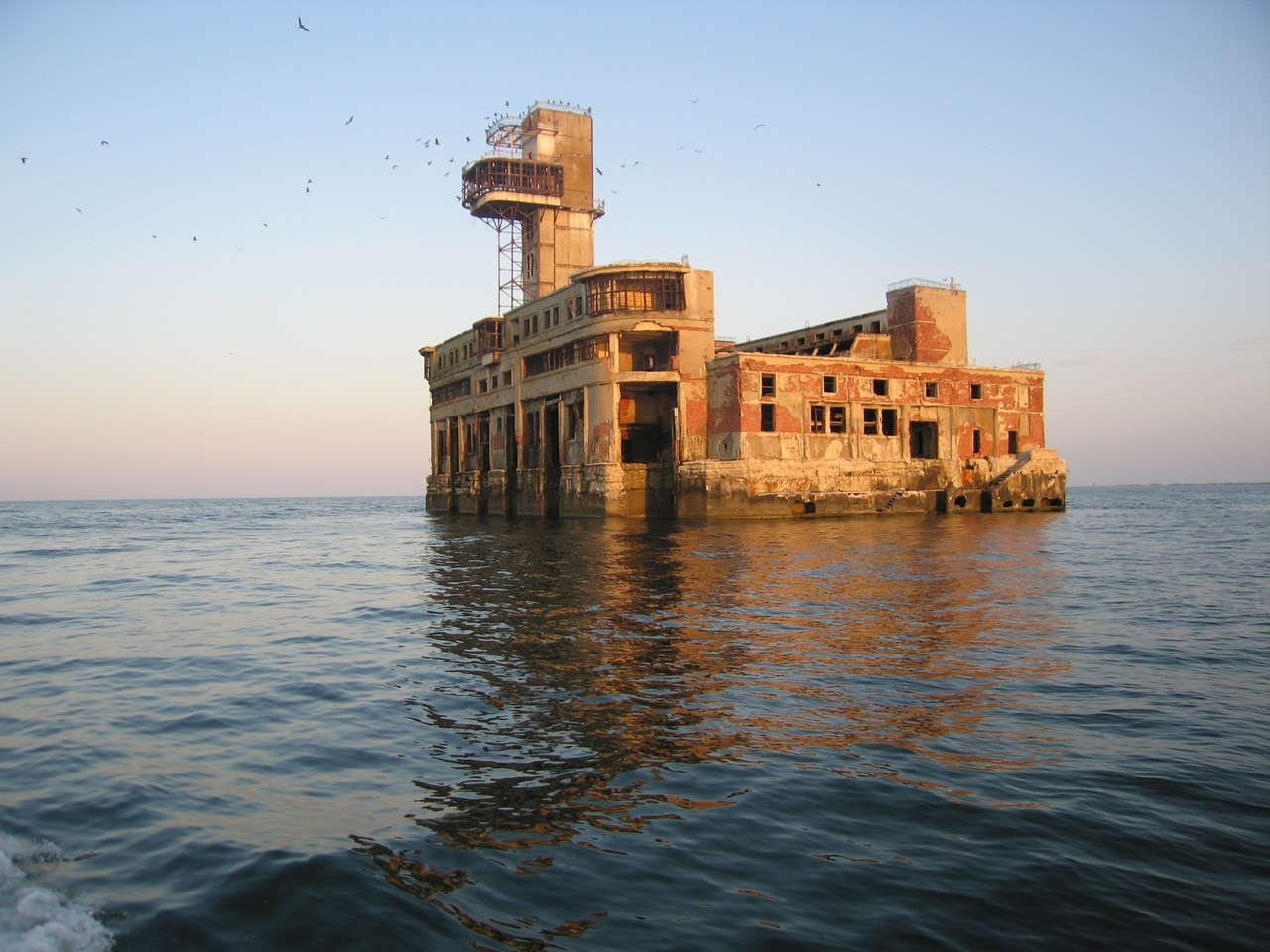
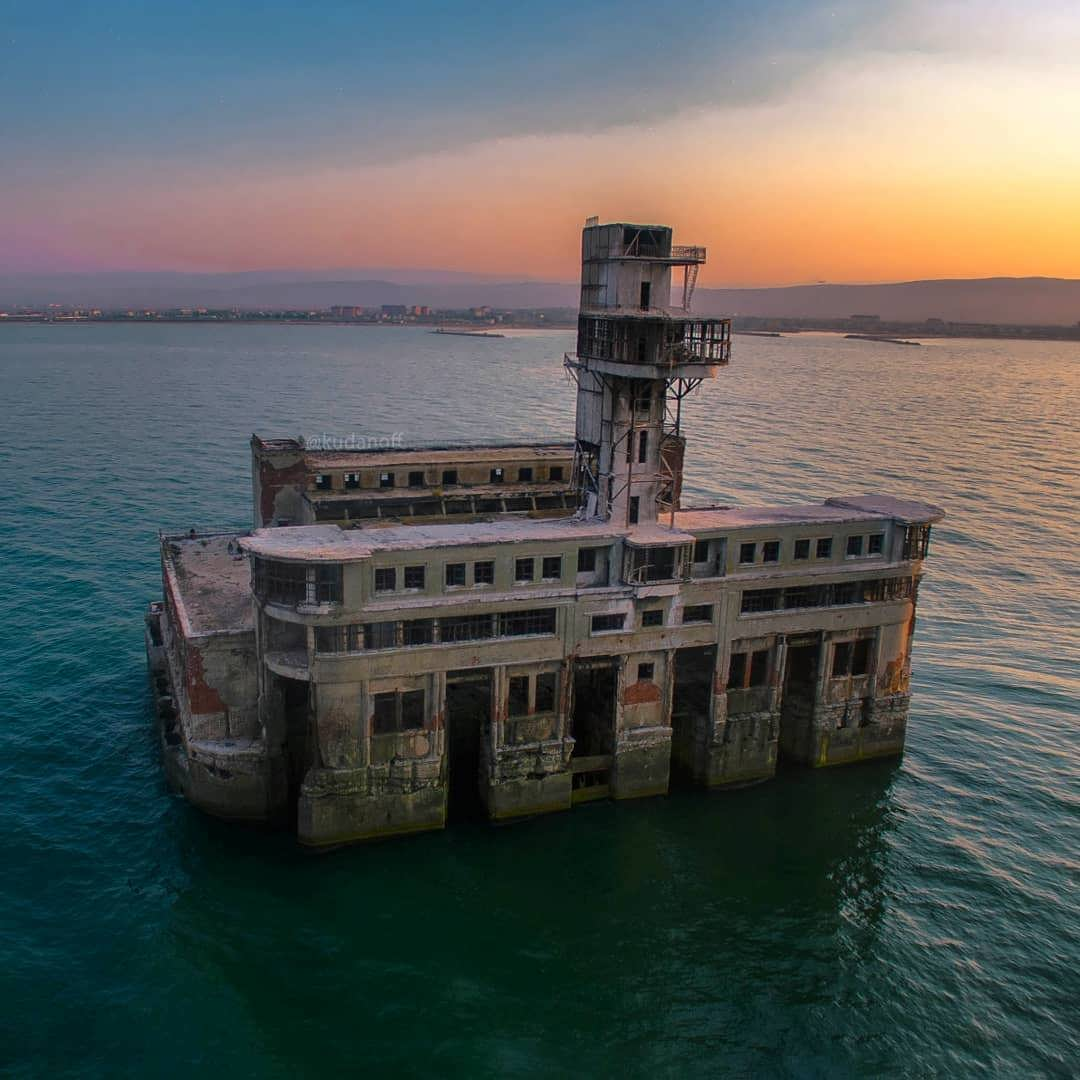
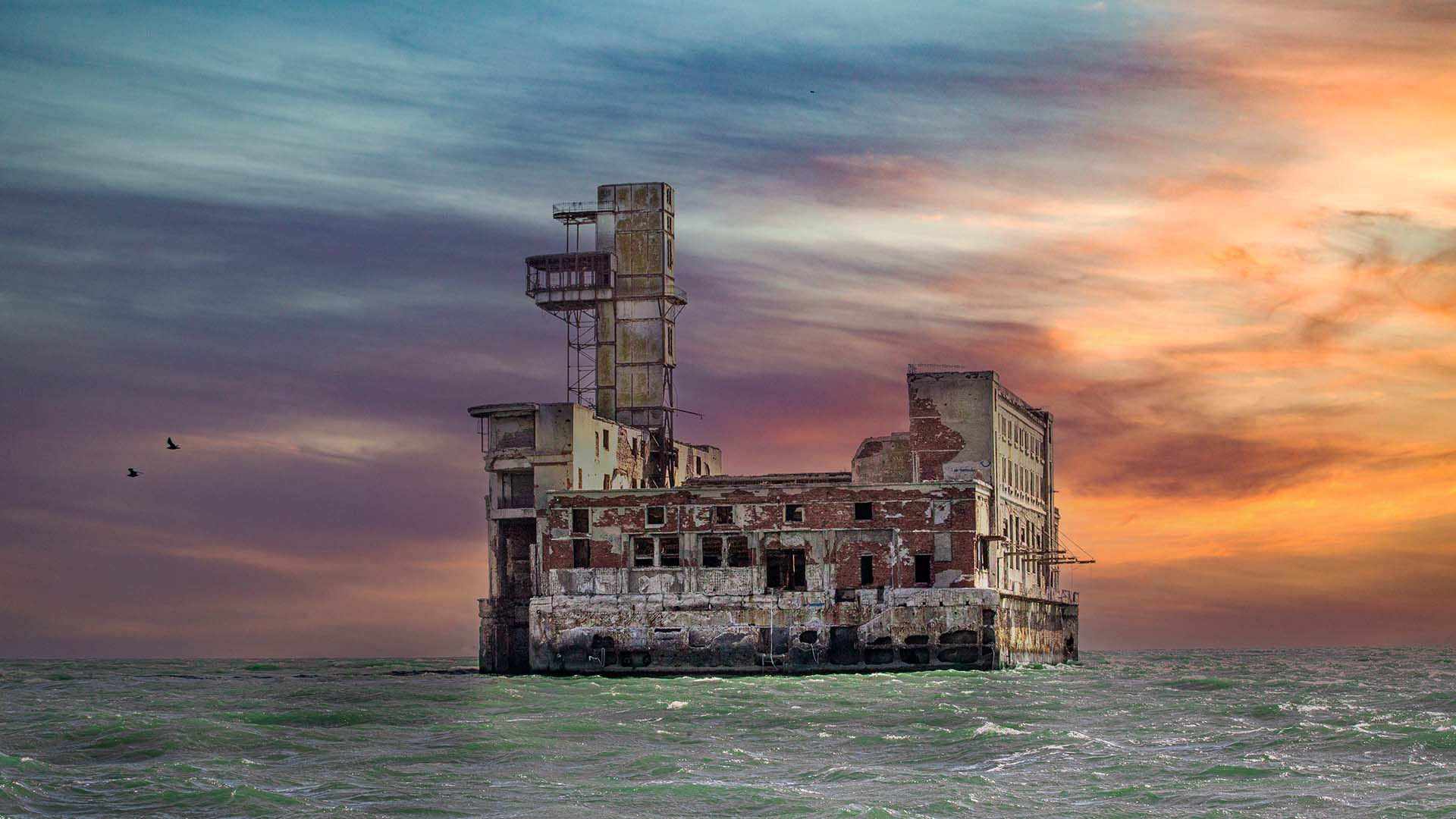
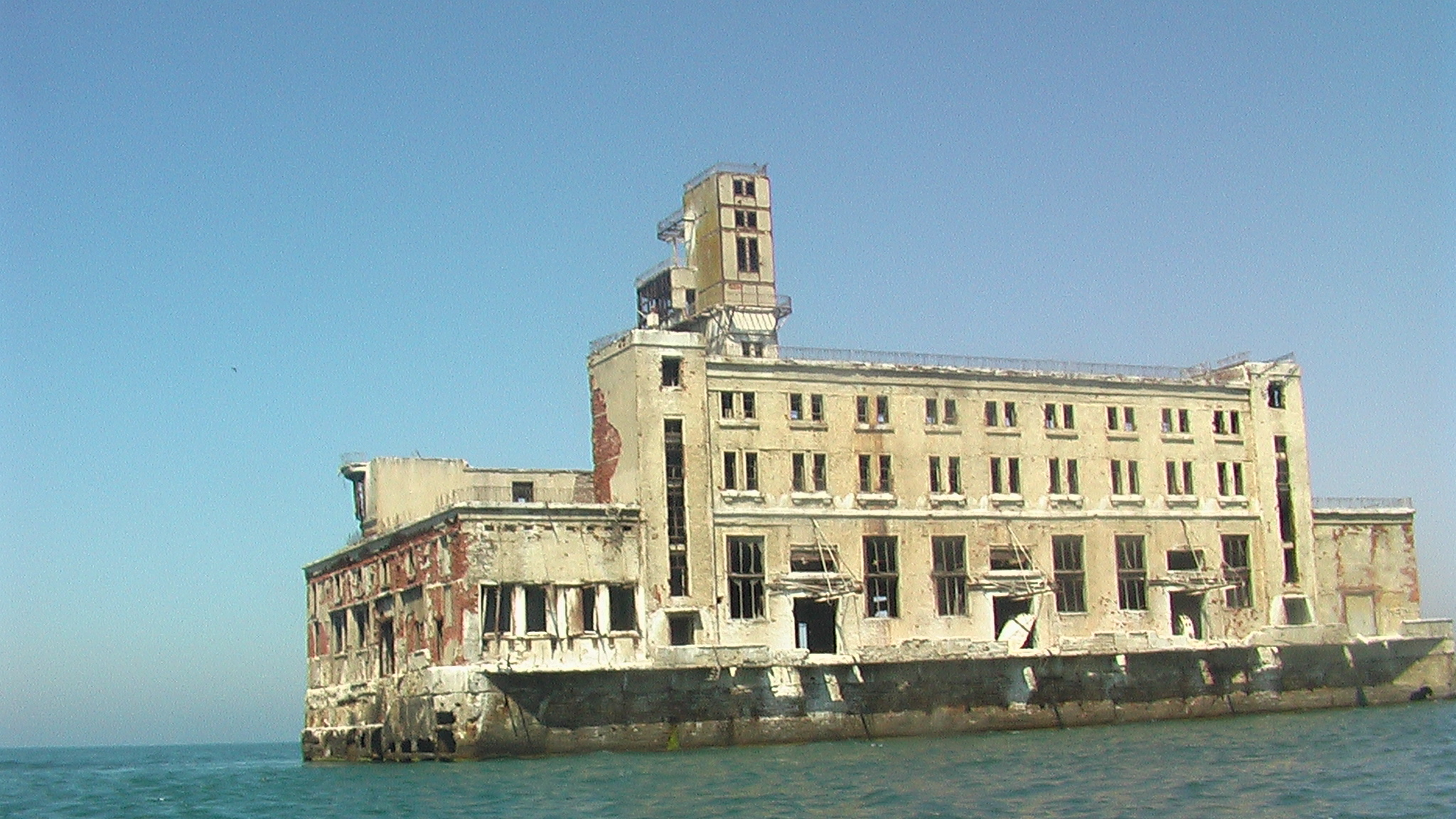